# Encharcada
La encharcada es un dulce conventual típico de Portugal, basado en yemas de huevo hervidas en almíbar de azúcar y luego asadas.

## Historia
Como muchos otros dulces de convento que se desarrollaron en el siglo XV, la encharcada contiene una cantidad sustancial de yemas de huevo y azúcar. Se cree que el plato fue creado en el Convento de Santa Clara en Évora, Alentejo. El plato recibe su nombre por el método en el que se cocinan los huevos, encharcándolos en almíbar de azúcar caliente.
Los doces de ovos y los fios de ovos son dulces similares elaborados en sus ingredientes. Los doces de ovos se cocinan a una temperatura más baja para evitar que se cuajen. Los fios de ovos se vierten en hilos finos y se escurren antes de usarlos en otros postres.

## Preparación
Para preparar la encharcada se separan nueve yemas de huevo de sus claras. Se baten dos huevos enteros con las yemas y luego se cuelan a través de un colador . Se hierve una taza de agua. A esto se le añaden dos tazas de azúcar con cáscara de limón. Cuando el almíbar alcanza los 107 °C (225 °F), se retira la cáscara de limón y se vierte lentamente la mezcla de yemas de huevo en su interior. La mezcla, que se habrá cuajado, se cuece durante unos 15 minutos, se escurre y se espolvorea con canela molida. Opcionalmente, se carameliza la parte superior con un soplete o asándola a la parrilla.